# 賈恪
賈恪（1414年—1475年），字惟恭，河南開封府通許縣人，民籍。明朝政治人物。正統己未進士，官至山東參議。

## 生平
河南鄉試第二名。正統四年（1439年）己未科會試第八十五名，殿試登進士第三甲第六十名，授行人，擢監察御史，巡按浙江，仕終山東參議，坐不謹罷歸。

## 家族
曾祖父賈孝先。祖父賈彥弼，曾任鉛山縣知縣。父亲賈仕禎。